# 苏维埃茨科耶农村居民点 (别尔哥罗德州)
苏维埃茨科耶农村居民点（俄语：Советское сельское поселение）是俄罗斯联邦别尔哥罗德州阿列克谢耶夫卡区所属的一个农村居民点。其下辖有7个居民点，行政中心为苏维埃茨科耶。据2016年统计，该农村居民点的人口为1411人。